# Conciliación

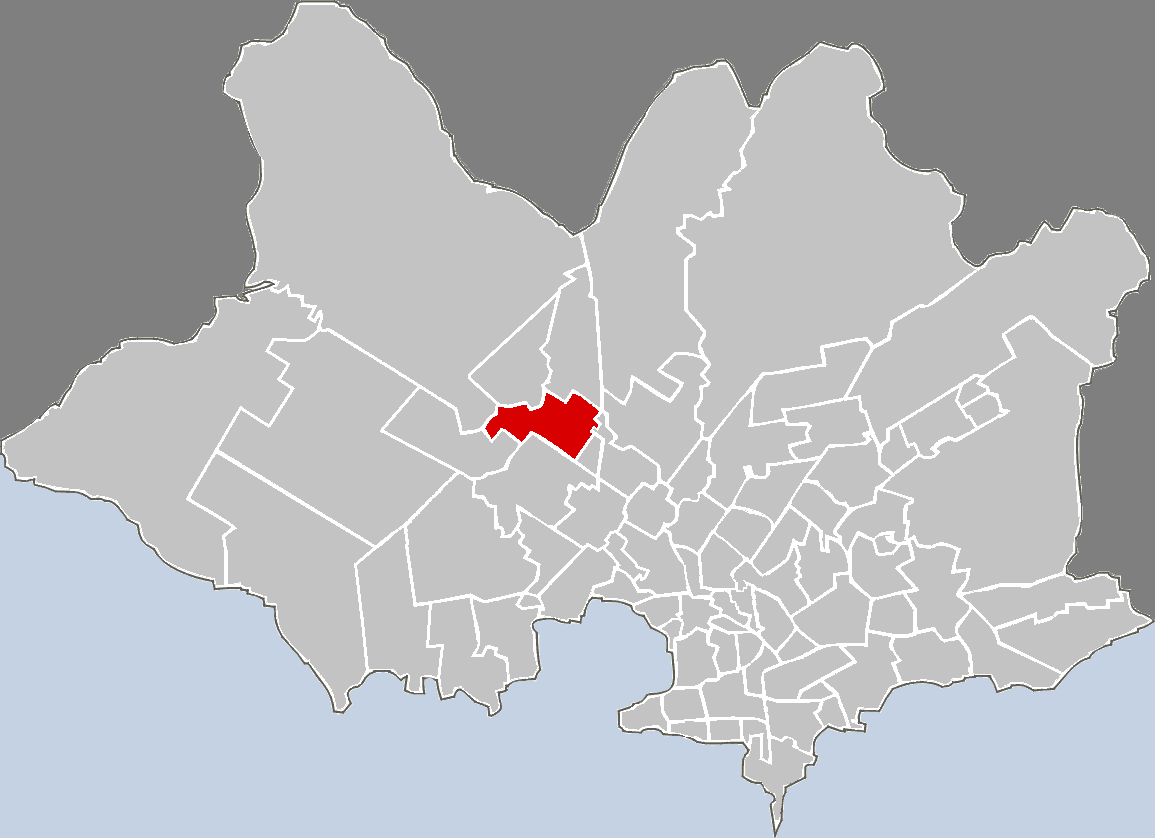
Lage von Conciliación in Montevideo

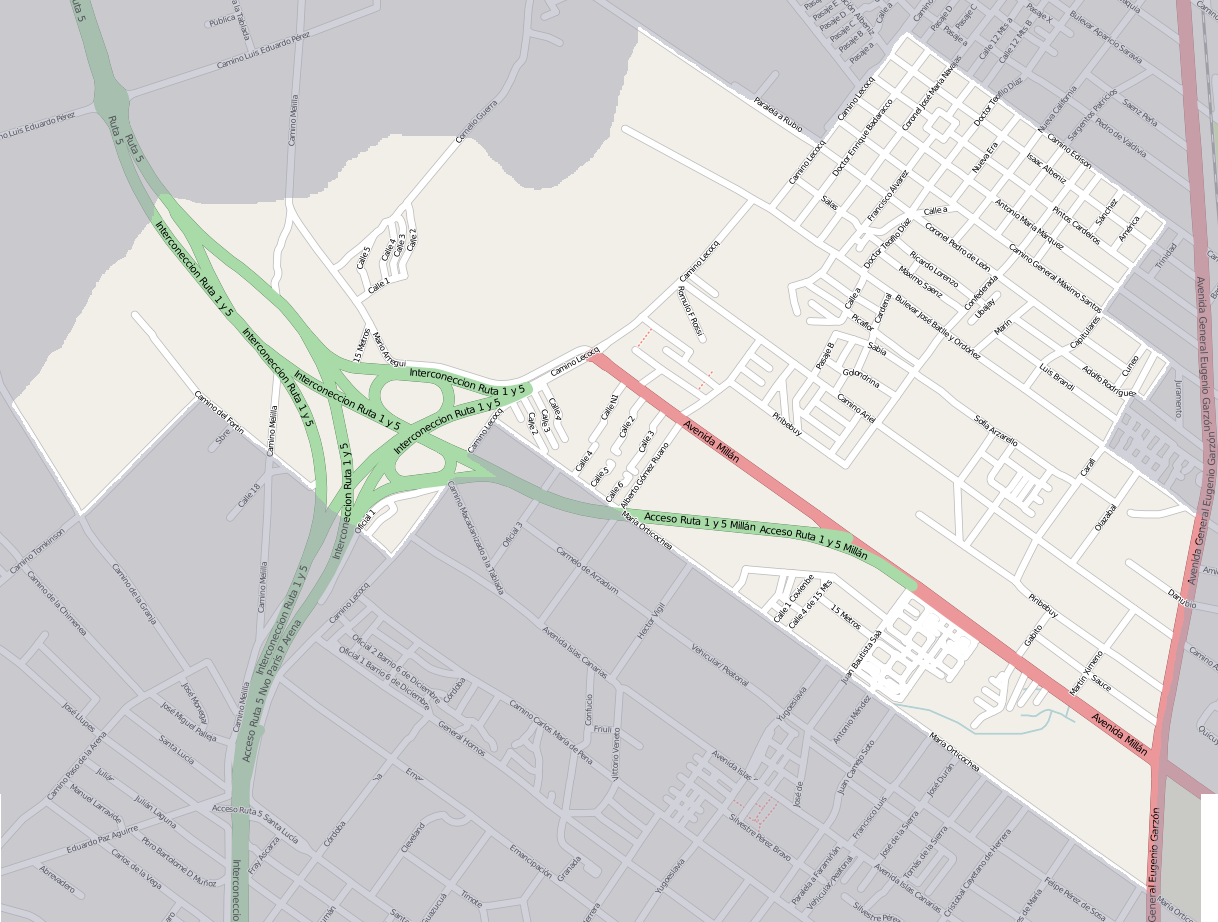
Plan von Conciliación

Conciliación ist ein Stadtviertel (Barrio) der uruguayischen Hauptstadt Montevideo.
Es wird von den Stadtteilen Lezica - Melilla (Norden), Colón Centro y Noroeste (Norden), Sayago (Osten), Belvedere (Süden), Nuevo París (Süden) und Paso de la Arena (Westen) umgeben. Das Gebiet von Conciliación ist dem Municipio G zugeordnet.